# Список банків Казахстану
Республіка Казахстан має дворівневу банківську систему. Банківська діяльність є ліцензованим видом діяльності.

## Банк першого рівня
Перший рівень банківської системи займає Національний банк Республіки Казахстан, який є центральним банком країни.

## Банки другого рівня
У цьому списку показані діючі місцеві та іноземні банки Казахстану у порядку зменшення активів. Станом на 1 жовтня 2018 року їх налічується 28 (із них 13 — з іноземним капіталом, частка якого всього становить 17,1 %).
| №  | Назва банка                                 | Контролюючий акціонер                   | Активів на 1 жовтня 2018 року, (млрд, тенге) | Активів на 1 жовтня 2019 року, (млрд, тенге) |
| -- | ------------------------------------------- | --------------------------------------- | -------------------------------------------- | -------------------------------------------- |
| 1  | Народний ощадний банк Казахстану            | АО "Холдингова група «АЛМЕКС»           | 8273,9                                       | 8992,4                                       |
| 2  | First Heartland Jýsan Bank                  | АО «First Heartland Securities»         | 2212,7                                       | 1270,8                                       |
| 3  | ДБ Сбербанк                                 | ПАО «Сбербанк Росії»                    | 1697,7                                       | 2072,5                                       |
| 4  | Kaspi Bank                                  | АО «Kaspi Group»                        | 1471,2                                       | 2026,8                                       |
| 5  | АТФБанк                                     | ТОО «KNG Finance»                       | 1461,7                                       | 1515,3                                       |
| 6  | Банк ЦентрКредит                            | Бахитбек Байсеїтов                      | 1410,7                                       | 1474,0                                       |
| 7  | ForteBank                                   | Булат Утемуратов                        | 1409                                         | 1942,9                                       |
| 8  | Євразійський банк                           | АО «Євразійська фінансова компанія»     | 973,6                                        | 1014,6                                       |
| 9  | Жилстройсбербанк                            | Байтерек (національний холдинг)         | 850,6                                        | 1251,6                                       |
| 10 | Ситибанк Казахстан                          | Citibank, N.A.                          | 733,7                                        | 823,3                                        |
| 11 | Bank RBK                                    | ТОО «КСС ФІНАНС»                        | 547,1                                        | 667,6                                        |
| 12 | ДБ Алтин банк                               | China CITIC Bank Corporation            | 399,1                                        | 523,9                                        |
| 13 | Нурбанк                                     | ТОО "JP Finance Group"                  | 342,4                                        | 388,9                                        |
| 14 | ДБ Альфа-Банк                               | АО «Альфа-банк»                         | 341,9                                        | 528,6                                        |
| 15 | ДБ Хоум Кредит енд Фінанс Банк              | ООО «ХКФ Банк»                          | 270                                          | 401,7                                        |
| 16 | ДБ Банк Китаю в Казахстані                  | Bank of China Limited                   | 256,7                                        | 299,2                                        |
| 17 | Торгово-промисловий Банк Китаю в м. Алмати  | Industrial and Commercial Bank of China | 147,6                                        | 209,7                                        |
| 18 | AsiaCredit Bank                             | Нурбол Султан                           | 144,2                                        | 87,0                                         |
| 19 | ДО Банк ВТБ                                 | ПАО "Банк «ВТБ»                         | 136,9                                        | 179,1                                        |
| 20 | Tengri Bank                                 | Punjab National Bank                    | 132,8                                        | 110,4                                        |
| 21 | Банк Kassa Nova                             | АО «NOVA Лізинг»                        | 87,5                                         | 137,0                                        |
| 22 | Capital Bank Kazakhstan                     | Шадієв Орифджан                         | 75.2                                         | 75,4                                         |
| 23 | ДБ Казахстан — Зіраат Інтернешнл Банк       | Т. С. Зіраат Банкаси А. Ш.              | 60,6                                         | 79,3                                         |
| 24 | Шинхан Банк Казахстан                       | Shinhan Bank                            | 30                                           | 45,8                                         |
| 25 | Ісламський Банк «Al Hilal»                  | Al Hilal Bank PJSC                      | 24.7                                         | 37,0                                         |
| 26 | Заман-Банк                                  | Тасбулат Абгужинов                      | 15,3                                         | 22,3                                         |
| 27 | ДБ Національний банк Пакистану в Казахстані | Національний банк Пакистану             | 5                                            | 4,8                                          |

## Банк розвитку Казахстану
Особливим правовим статусом володіє державний Банк розвитку Казахстану. Місія цього банку полягає у сприянні сталому розвитку національної економіки шляхом здійснення інвестицій в несировинний сектор країни.

## Система гарантування депозитів
Усі вклади фізичних осіб і індивідуальних підприємців, розміщені у банках — учасниках системи страхування вкладів, гарантуються державою. Фінансовою основою системи є Казахський фонд гарантування депозитів (KDIF).

## Вклади населення
У 2018 році 93,6 % суми депозитів фізичних осіб припадає на 10 банків. У п'яти з них річне зростання обсягу депозитів населення перевищив 10 %, це Євразійський банк, Жилстройсбербанк, Kaspi Bank, Нурбанк і Народний банк Казахстану. Обсяги банківських зобов'язань до серпня 2018 року досягли 21,4 трлн тенге.

## Кредитування
У 2019 сума виданих кредитів в роздрібному сегменті склала 5,4 трлн тенге, що на 1,5 трлн (або 37,6 %) більше показника 2018 року. У сегменті споживчих позик без застави були видані 3,9 трлн тенге; кредитні карти 460 тисяч позик (сума — 103 млрд тенге). В цьому ж році було укладено 98,3 тисячі іпотечних договорів з об'ємом кредитів — 891 млрд. "У сфері беззаставного споживчого кредитування 80 % позичальників мають заборгованість близько 300 тисяч тенге.
Згідно зі статистикою Національного банку, відношення портфеля споживчі кредити до ВВП у Казахстані становить близько 7 %. У Росії даний показник дорівнює 14,3 %, у Польщі — близько 30 %, у Німеччині понад 40 %, а в США — більше 85 %.